# کایسا ارنست
کایسا ارنست (سوئدی: Kajsa Ernst؛ زادهٔ ۴ اوت ۱۹۶۲) هنرپیشه اهل سوئد است. او در سن شانزده سالگی در نویستئاتر در مالمو فعالیت خود را آغاز کرد و در آکادمی تئاتر مالمو به تحصیل مشغول شد. پس از فارغ التحصیلی او برای مدت ده سال در تئاتر شهر هلسینگبوری مشغول به کار شد. کایسا ارنست در سال ۲۰۰۹ با یوران استانگرتس هنرپیشه، کارگردان فیلم، کارگردان نمایش سوئدی ازدواج کرد همسر وی سال ۲۰۱۲ درگذشت.